# Colletotrichum liliacearum
Colletotrichum liliacearum är en svampart som först beskrevs av Westend., och fick sitt nu gällande namn av Duke 1928. Colletotrichum liliacearum ingår i släktet Colletotrichum och familjen Glomerellaceae.   Inga underarter finns listade i Catalogue of Life.